# Doryctes taras
Doryctes taras är en stekelart som beskrevs av Nixon 1939. Doryctes taras ingår i släktet Doryctes och familjen bracksteklar. Inga underarter finns listade i Catalogue of Life.